# Малахия Солунски
Малахия  (на гръцки: Μαλαχία) е византийски православен духовник от ΧIV век, солунски митрополит.

## Биография
Според биография, дело на Филотей Константинополски, Малахия е игумен на Великата Лавра и по-късно солунски митрополит. Малахия е игумен на Лаврата вероятно между 1290 и 1294 година. Видният френски византинист Виталиан Лоран датира Малахия като солунски митрополит между Яков I и Йеремия. Според изследванията на Лоран, Малахия оглавява солунската катедра до 1310 година, когато е възможно да е отказал да наложи някои мерки върху духовенството и хората, приети с патриаршеско и имперско решение, и по тази причина да е отстранен от поста си.